# System Center Configuration Manager
System Center Configuration Manager (conocido en sus siglas como SCCM)  o, desde la versión 1910, Microsoft Endpoint Configuration Manager (ECM) es el nombre comercial de la línea de software de Administración de Cambios y Configuraciones de computadoras, servidores, dispositivos móviles y software, desarrollado por Microsoft. Actualmente permite la gestión de equipos informáticos que ejecuten Windows, macOS, Linux o UNIX, como también software de dispositivos móviles como Windows Mobile, Symbian, iOS y Android.
Se trata de una solución de software de administración que permite gestionar de forma centralizada la configuración de todos los sistemas físicos y virtuales de una organización o grupo de organizaciones permitiendo, entre otras características, control remoto, gestión de actualizaciones y parches, distribución de software, despliegue de sistemas operativos, protección, cumplimiento e inventariado de software y de hardware.

## Historial de versiones
System Center Configuration Manager evolucionó desde que Microsoft lanzó originalmente "Systems Management Server" en 1994. El historial de versiones es el siguiente:
| Producto                                                                | Revisión | Año de lanzamiento |
| ----------------------------------------------------------------------- | -------- | ------------------ |
| Systems Management Server (SMS)                                         | 1.0      | 1994               |
| Systems Management Server (SMS)                                         | 1.1      | 1995               |
| Systems Management Server (SMS)                                         | 1.2      | 1996               |
| Systems Management Server (SMS)                                         | 2.0      | 1999               |
| Systems Management Server (SMS)                                         | 2003     | 2003               |
| Systems Management Server (SMS)                                         | 2003 R2  | 2006               |
| System Center Configuration Manager (SCCM)                              | 2007     | 2007               |
| System Center Configuration Manager (SCCM)                              | 2007 R2  | 2008               |
| System Center Configuration Manager (SCCM)                              | 2007 SP2 | 2009               |
| System Center Configuration Manager (SCCM)                              | 2007 R3  | 2010               |
| System Center Configuration Manager (SCCM)                              | 2012     | 2012               |
| System Center Configuration Manager (SCCM)                              | 2012 SP1 | 2012               |
| System Center Configuration Manager (SCCM)                              | 2012 R2  | 2012               |
| System Center Configuration Manager (SCCM) (Current Branch)             | 1511     | 2015               |
| System Center Configuration Manager (SCCM) (Current Branch)             | 1602     | 2015               |
| System Center Configuration Manager (SCCM) (Long-Term Servicing Branch) | 2016     | 2016               |
| System Center Configuration Manager (SCCM) (Current Branch)             | 1606     | 2016               |
| System Center Configuration Manager (SCCM) (Current Branch)             | 1610     | 2016               |
| System Center Configuration Manager (SCCM) (Current Branch)             | 1702     | 2017               |
| System Center Configuration Manager (SCCM) (Current Branch)             | 1706     | 2017               |
| System Center Configuration Manager (SCCM) (Current Branch)             | 1710     | 2017               |
| System Center Configuration Manager (SCCM) (Current Branch)             | 1802     | 2018               |
| System Center Configuration Manager (SCCM) (Current Branch)             | 1803     | 2018               |
| System Center Configuration Manager (SCCM) (Current Branch)             | 1804     | 2018               |
| System Center Configuration Manager (SCCM) (Current Branch)             | 1805     | 2018               |
| System Center Configuration Manager (SCCM) (Current Branch)             | 1806     | 2018               |
| System Center Configuration Manager (SCCM) (Current Branch)             | 1806.2   | 2018               |
| System Center Configuration Manager (SCCM) (Current Branch)             | 1807     | 2018               |
| System Center Configuration Manager (SCCM) (Current Branch)             | 1808     | 2018               |
| System Center Configuration Manager (SCCM) (Current Branch)             | 1809     | 2018               |
| System Center Configuration Manager (SCCM) (Current Branch)             | 1810     | 2018               |
| System Center Configuration Manager (SCCM) (Current Branch)             | 1810.2   | 2018               |
| System Center Configuration Manager (SCCM) (Current Branch)             | 1902     | 2019               |
| System Center Configuration Manager (SCCM) (Current Branch)             | 1906     | 2019               |
| Microsoft Endpoint Configuration Manager (ECM)                          | 1910     | 2019               |

## Características y Funcionalidades
La versión actual de System Center Configuration Manager se conoce como "Current Branch" y tiene la numeración 1802. El software está diseñado para responder a la necesidad de administración que presenta para las organizaciones la utilización de múltiples dispositivos, los avances de la computación en la nube (cloud computing) y las tecnologías de virtualización. Permite a los usuarios utilizar las aplicaciones y dispositivos que necesitan, manteniendo el control sobre las políticas de seguridad de las organizaciones. Esta solución unifica la administración de la infraestructura a través de una herramienta que permite gestionar escritorios, clientes “Thin”, dispositivos móviles y escritorios virtuales. Consolida la protección contra vulnerabilidades y malware, proveyendo reportes fácilmente.
Entre las características de administración se encuentran:
- Administración de aplicaciones, Application management.
- Acceso a los recursos de la empresa, Company resource access.
- Configuración de cumplimiento, Compliance settings.
- Endpoint Protection, Endpoint Protection.
- Inventario, Inventory.
- Administración de dispositivos móviles, Mobile device management.
- Implementación de sistema operativo, Operating system deployment.
- Administración de energía, Power management.
- Perfiles de conexión remota, Remote connection profiles.
- Elementos de configuración de perfiles y datos de usuario, User data and profiles configuration items.
- Control remoto, Remote control.
- Medición de software, Software metering.
- Actualizaciones de software, Software updates.
- Generación de informes, Reporting.

## Opciones de Lanzamientos y Actualizaciones para System Center Configuration Manager
System Center Configuration Manager presenta cambios importantes en relación con System Center 2012 Configuration Manager, no solo por algunas funcionalidades que se agregaron o deprecaron sino también por cómo maneja el ciclo de actualizaciones y mejoras. La versión de diciembre de 2015 de System Center Configuration Manager (versión 1511) es la versión inicial del producto en este nuevo ciclo de actualizaciones y mejoras.
Existen dos modelos de lanzamiento y actualización en la actualidad:
- Rama de Mantenimiento a Largo Plazo, en inglés "Long-Term Servicing Branch" (LTSB): se requiere un medio de instalación específico y aquellos que lo instalen no tendrán nuevas mejoras sino hasta la salida de una próxima versión (un nuevo medio de instalación) de System Center Configuration Manager. Es el modelo "tradicional" al que estabamos acostumbrados y la versión se identifica, hasta ahora, con el año de lanzamiento (por ejemplo, System Center Configuration Manager 2016).
- Rama Actual, en inglés "Current Branch" (CB) o "Current Branch for Business" (CBB): se requiere un medio de instalación distinto al LTSB y aquellos que lo instalen podrán disfrutar de actualizaciones de funcionalidades en forma incremental conocidas como "actualizaciones en consola". En este caso no usa un identificador de producto o de año en el nombre de producto, a diferencia de versiones anteriores, y en su lugar se utilizan dos dígitos para el año y dos dígitos para el mes de lanzamiento de esa actualización (por ejemplo, System Center Configuration Manager 1511).

## Microsoft Endpoint Configuration Manager
Microsoft decidió cambiar el nombre del anterior ConfigMgr a Endpoint Configuration Manager (MECM), que se presentó en la feria Microsoft Ignite en noviembre de 2019. El cambio está incluido en la Actualización 1910, que ha estado disponible como una actualización interna de la consola desde el 4 de diciembre de 2019.